# Kylling bro
Kylling bro är en järnvägsbro över älven Rauma vid gården Kylling i Møre og Romsdal fylke i Norge. Den är Raumabanens största stenbro.
Bron, som tog nästan nio år att bygga, är 77 meter lång och har tre spann. Huvudspannet är 42 meter och de två sidospannen är 10 respektive 8 meter långa. Kylling bro är tillsammans med  Stavemtunneln en del av en dubbel vändslinga och går i en båge med en radie på 275 meter.

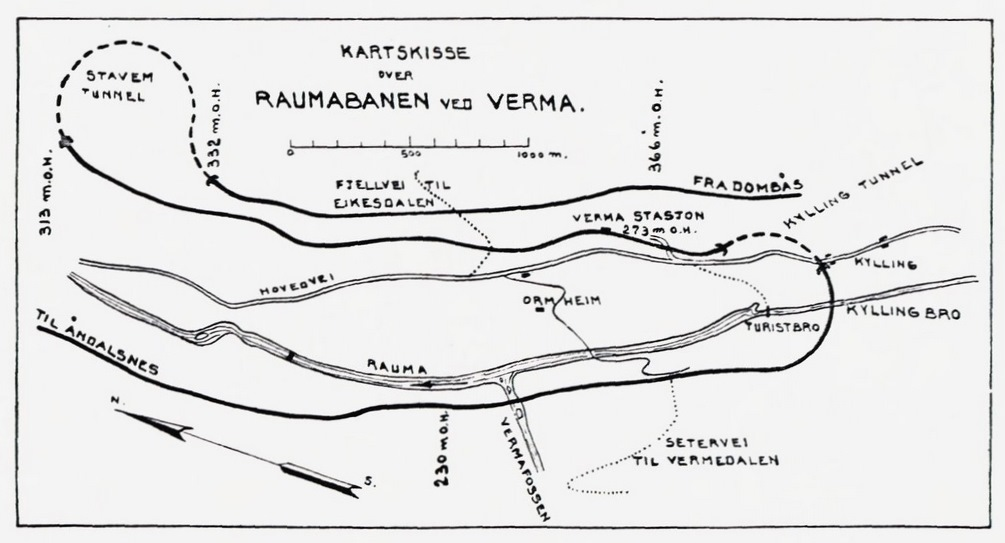
Vändslingan med Kylling bro och tunnel (till höger) och Stavemtunneln (överst till vänster).

Bron är byggd över en 15 meter bred klyfta som är Raumaälvens smalaste punkt. Den byggdes av  granitblock från trakten, så kallad gruogranit. Blocken  måste vara av god kvalitet för att tåla trycket och belastningen från järnvägen.
De förberedande arbetena började 1913 och hösten 1916 byggde man en 35 meter lång hängbro över klyftan för att kunna transportera personal och utrustning över älven. En kraftig byggnadsställning av timmer byggdes för att bära vikten av  brospannet under byggnationen. Stenblocken, som bron byggdes av, bröts i Kyllingtunneln intill bron och  Stavemtunneln 3 kilometer bort. Alla block anpassades individuellt på plats.

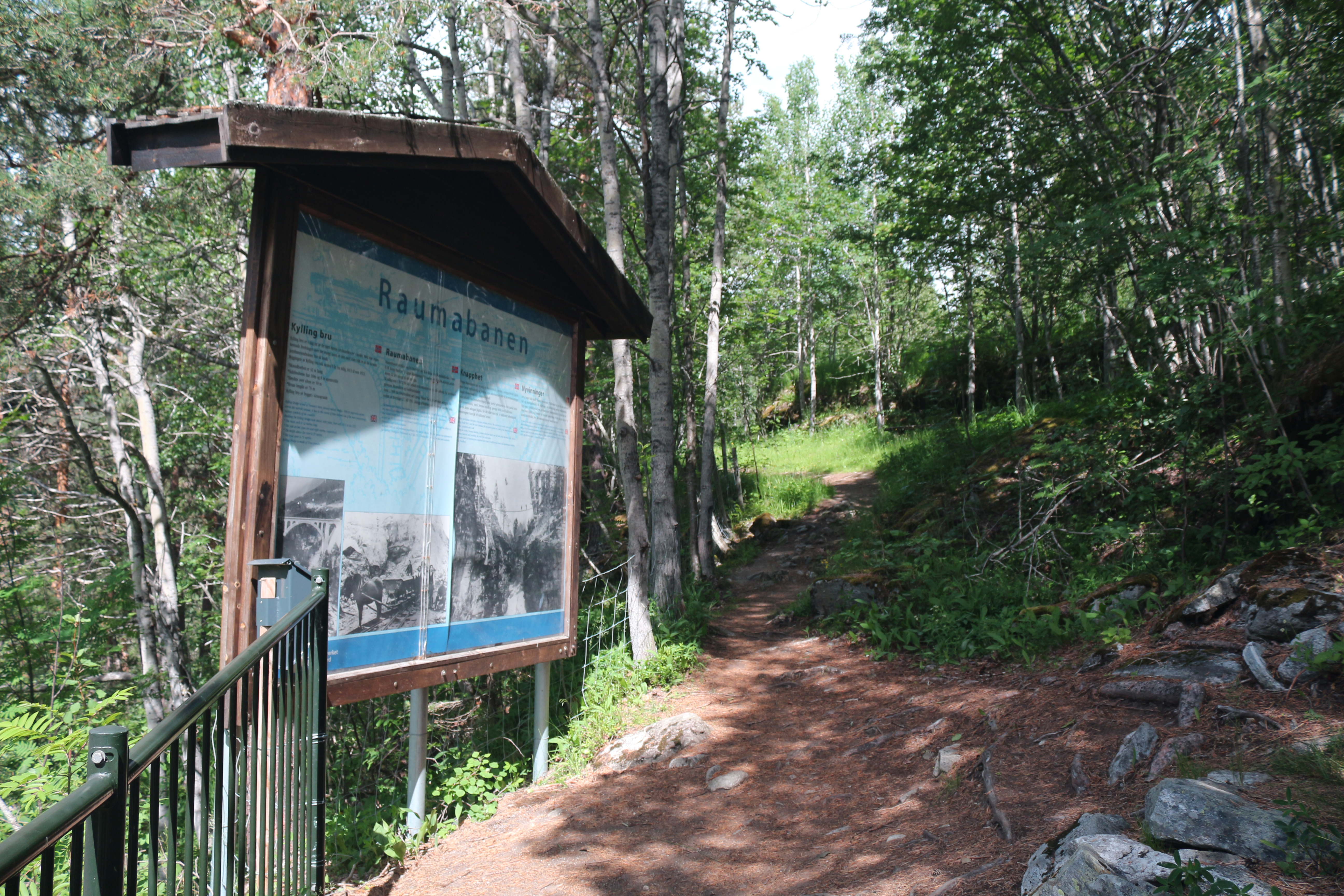
Utsiktsplatsen.

Det finns en utsiktsplats och en informationstavla nedströms bron.